# Crown City Rockers
Crown City Rockers es un grupo de cinco miembros, de hip hop y jazz rap, formado en Oakland, California, con el objetivo de hacer hip hop con instrumentos tradicionales, de forma similar a grupos como Gym Class Heroes, The Roots, N.E.R.D, y Stetsasonic. Sus influencias más directas fueron A Tribe Called Quest, The Roots, KRS-One y De La Soul.
En julio de 2009 publicaron su tercer álbum, The Day After Forever. Poco después, la banda lo presentó en el Treasure Island Music Festival, en octubre.

## Discografía

### Álbumes
- 2001: One
- 2004: Earthtones
- 2009: The Day After Forever

### EPs
- 1999: Mission EP
- 2004: Weekend Soul Japan EP
- 2008: Body Rock EP
- 2009: KISS EP

### Singles
| Año  | Canción                       | Álbum      |
| ---- | ----------------------------- | ---------- |
| 2000 | "Contagious"                  | One        |
| 2002 | "Mission:2"                   | One        |
| 2004 | "Another Day (Rhyme Writing)" | Earthtones |
| 2006 | "B-Bo"                        | Earthtones |
| 2007 | "I Love Being A B-Boy Remix"  | Earthtones |